# Manic Panic (Leila K album)
Manic Panic är ett musikalbum med Leila K utgivet i juni 1996.

## Låtlista
- "C'Mon Now"
- "Blacklisted"
- "Dynamite"
- "It's 2 Die 4"
- "Electric"
- "Murderer"
- "Rude Boy" (featuring Papa Dee)
- "Cue Club"
- "I'm Coming to You"
- "C'Mon Now" (Amadin Remix)